# 후세인 압둘가니
후세인 압둘가니 술라이마니(아랍어: حسين عبد الغني, Hussein Abdulghani Sulaimani, 1977년 1월 21일 ~ )는 사우디아라비아의 전 축구 선수로서 포지션은 레프트 백이었다.

## 같이 보기
- A매치 100경기 이상 출전한 축구 선수 명단